# Compte enrere (sèrie de televisió)
Compte enrere (títol original en anglès, Countdown) és una sèrie de televisió estatunidenca de drama criminal creada i escrita per Derek Haas, protagonitzada per Jensen Ackles. Es va estrenar a Amazon Prime Video el 25 de juny de 2025. S'ha subtitulat al català.
El rodatge havia de començar a Los Angeles el setembre de 2024 i el desembre de 2024 van aparèixer fotos del rodatge als mitjans de comunicació. El març de 2025, membres del repartiment van anunciar a les xarxes socials que la producció havia acabat.